# Bundesstraße 55a
Pour les articles homonymes, voir Route 55A.
La Bundesstraße 55a est une Bundesstraße à Cologne, dans le Land de Rhénanie-du-Nord-Westphalie.

## Géographie
La B 55a commence à Neusser Straße (B 9) dans le prolongement de l'Innere Kanalstraße (L 100) et s'étend vers l'est comme une route à six voies jusqu'à l'échangeur autoroutier de Cologne-Est, où elle se transforme en Bundesautobahn 4 dans le direction d'Olpe. Elle traverse d'abord le Rhin par le Zoobrücke, passe devant le parc des expositions de Cologne, puis passe sous la gare de triage de Kalk-Nord dans un tunnel de 600 m de long. Elle est également reliée aux Bundesstraßen 51 (Konrad-Adenauer-Ufer) et 8 (Frankfurter Strasse). La B 55 passe à quelques centaines de mètres au sud, largement parallèle à la B 55a.
La B 55a est survolée par le téléphérique de Cologne, qui relie le zoo sur la rive gauche du Rhin au Rheinpark sur la rive droite.
Une route de desserte de type autoroute vers la B 55/B 256 entre le périphérique sud de Bergneustadt et la jonction Reichshof/Bergneustadt, anciennement prévue sous le nom de Bundesautobahn 451, est également connue sous le nom de B 55a.

## Histoire
La B 55a est initialement prévue dans le cadre de la planification largement rejetée de l'autoroute urbaine de Cologne en tant qu'extension de l'A 57 à la partie orientale du périphérique de Cologne. La charge de la construction routière incombe à la ville de Cologne et non à l'Office de construction routière en Rhénanie du Nord-Westphalie.